# حزب اليسار الديمقراطي السوري
حزب اليسار الديمقراطي السوري هو حزب سياسي يساري سوري يعارض الحكومة السورية التي يقودها نظام الأسد.

## التاريخ
عقدت هيئة الشيوعيين السوريين، مؤتمرها الأخير الذي بدأ منذ بداية شهر نوفمبر عام 2014 وانتهى في الثلث الأخير من شهر مارس 2015 حيث قررّ المؤتمر تغيير اسم الهيئة إلى اسم حزب اليسار الديمقراطي، وحدد شعاره التالي: «مدنية ديمقراطية عدالة اجتماعية».
تأسس الحزب في 17 أبريل عام 2015 منبثقاً عن هيئة الشيوعيين السوريين التي تأسست عام 2003، إضافة إلى العديد من الأعضاء المنشقين عن باقي الأحزاب اليسارية السورية التقليدية التي أيدت الحكومة السورية والعديد من الشخصيات اليسارية المستقلة، حيث دعم أعضاء الحزب الثورة السورية منذ البداية.
تمّ انتخاب منصور الأتاسي أميناً عاماً للحزب، كما تمّ انتخاب اللجنة المركزية للحزب والتي تضم عدة مكاتب منها المكتب السياسي والإعلامي والمالي والتنظيمي، وقد توفي منصور الأتاسي في 6 كانون الأول 2019 أثناء توليه الأمانة العامة للحزب في دورته الثانية، انتُخِب عبدالله حج محمد لأمانة الحزب العامة بعده في نهاية كانون الأول عام 2019.

## الأيديولوجيا
عند إعلان تأسيس حزب اليسار الديمقراطي السوري 2015 أشار إلى أنه «يتبنى الأهداف الرئيسية لحراك الشعب السوري، من أجل الحرية والديمقراطية والكرامة والعدالة الاجتماعية، ويلتزم بالانخراط في عمل جماعي من أجل تحقيق هذه الأهداف»، وهي ذات الأهداف التي كانت تتبناها هيئة الشيوعيين السوريين سابقاً.
هذا وقد حددت الوثيقة التأسيسية لحزب اليسار الديمقراطي قائمة أهدافها المتمثلة في «المشاركة المتزايدة التأثير في الثورة بهدف إسقاط نظام الاستبداد والنهب وقمع الحريات وقتل الشعب …وبناء نظام الدولة المدنية الديمقراطية التي يتساوى فيها جميع السوريين بغض النظر عن انتمائهم الديني والقومي والمذهبي والقبلي والطائفي والمناطقي، وتتساوى فيه المرأة مع الرجل ..في الحقوق والواجبات وبهذا يتحقق مبدأ المساواة التامة بين جميع السوريين فجميع القوميات لها نفس الحقوق وعليها نفس الواجبات وكذلك وبنفس الضمانة الدستورية الأديان والطوائف».
في تشرين الأول/أكتوبر 2020 وقّع حزب اليسار الديمقراطي السوري مذكرة تفاهم مع التحالف العربي الديمقراطي السوري على أساس الرؤية المتطابقة تجاه الثورة السورية وما يتعلق بها وخروج القوات الأجنبية من سوريا.